# Schaakvereniging Staunton
Schaakvereniging Staunton is een vereniging die is opgericht in 1937 in Etten.
De vereniging is niet onder de naam Staunton opgericht, maar in de jaren 1960 veranderde de naam in Staunton, toen de schaakvereniging de vereniging werd voor de gehele gemeente Etten-Leur. De club is genoemd naar de beroemde Britse schaker Howard Staunton.
Momenteel speelt de vereniging de wedstrijden in D'n Drempel. Het eerste team speelt bij de onderbond van de Noord-Brabantse Schaakbond in de tweede klasse.

## Stauntontoernooi
Jaarlijks organiseert de schaakvereniging voor de NBSB het Stauntontoernooi, dat meetelt in het Brabants Criterium. Dit is een reeks van acht toernooien, waarvan de beste 5 resultaten meetellen. De winnaar van het Criterium is vervolgens Kampioen van het Brabants Criterium.